# Mijas

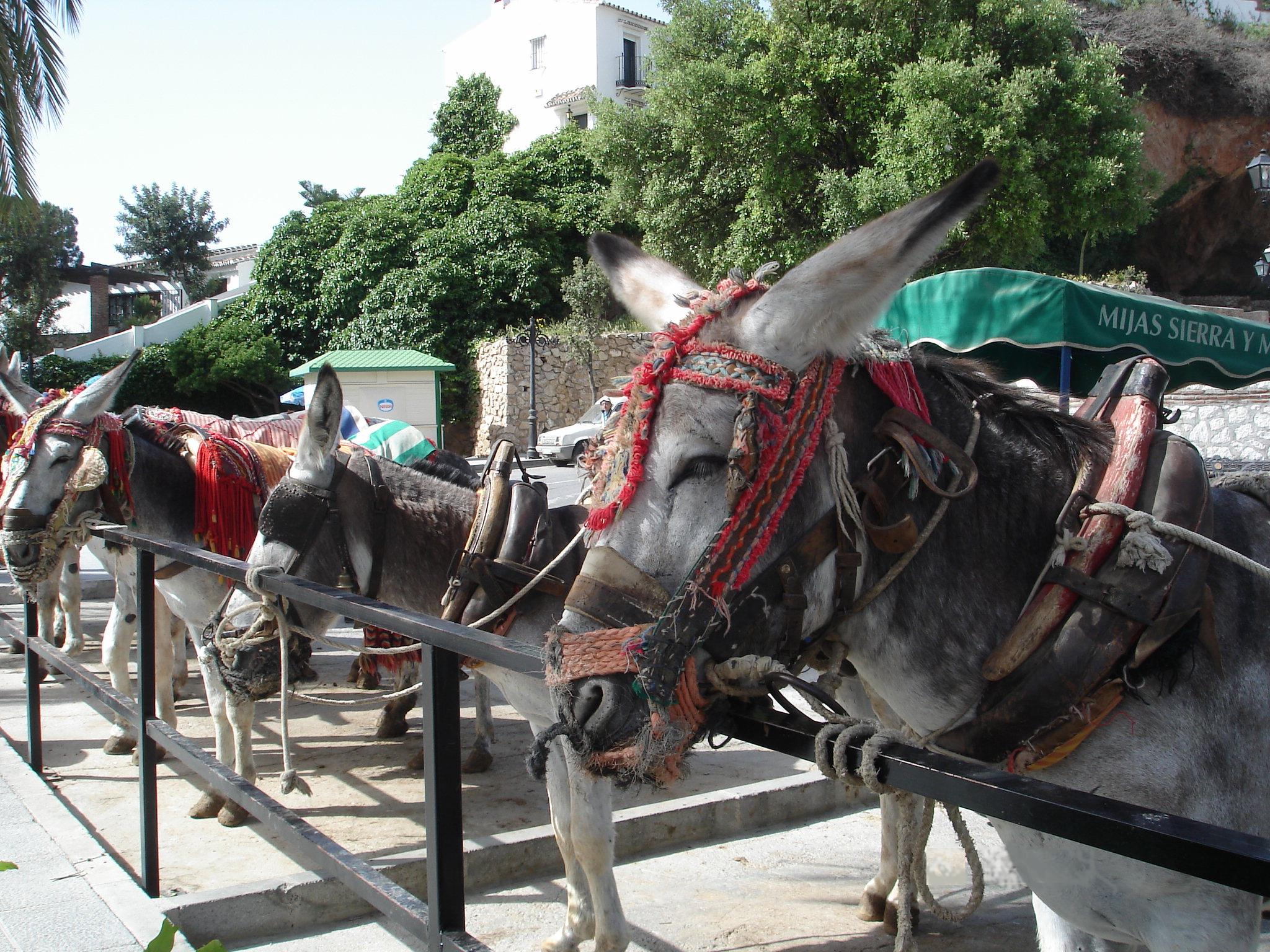
Åsnetaxi i Mijas Pueblo.

Mijas är en kommun i provinsen Málaga i den autonoma regionen Andalusien i södra Spanien. Kommunen har 93 302 invånare (2024), på en yta av 148,73 km². Kommunens huvudort är Mijas Pueblo.
Inom kommunen finns bland annat badorten La Cala de Mijas och det mer industriella området Las Lagunas, som är helt hopbyggt med Fuengirola. I Mijas finns 11 golfbanor och en av dem, La Cala Golf Resort & Country Club är Spaniens största golfanläggning varför kommunen har stor dragningskraft på golfspelare. Alla orter utanför Mijas Pueblo benämns med samlingsnamnet Mijas Costa. Mijas har 9 badstränder av olika utseende och storlek utmed kusten. Stranden i La Cala de Mijas är den bäst utrustade och har fått EU:s blå kvalitetsflagga.
Mijas Pueblo är en av Andalusiens berömda vita städer och en stor turistattraktion, känd bland annat för sin åsnetaxi. Staden ligger 430 meter över havet och har en hänförande utsikt över en stor del av Costa del Sol. Vid klart väder kan man se Gibraltar, afrikanska kusten och Atlasbergen.

## Orter
Orter (núcleos) i kommunen Mijas (inom parentes invånarantal 1 januari 2023):

- Campo-Mijas (6 353)
- Doña Pilar (731)
- Las Lagunas (37 996)
- Mijas Golf (4 185)
- Mijas Pueblo (3 524)
- La Cala (4 826)
- Cerros del Águila (2 733)
- Chaparral (4 712)
- Sitio de Calahonda (18 288)
- Haza del Algarrobo (509)
- Las Lomas de Mijas (184)
- Media Legua (225)
- Peñablanquilla (323)
- Las Terrazas (633)
- Torreblanca del Sol (516)
- Alquería (320)
- Valtocado (326)